# Siaj

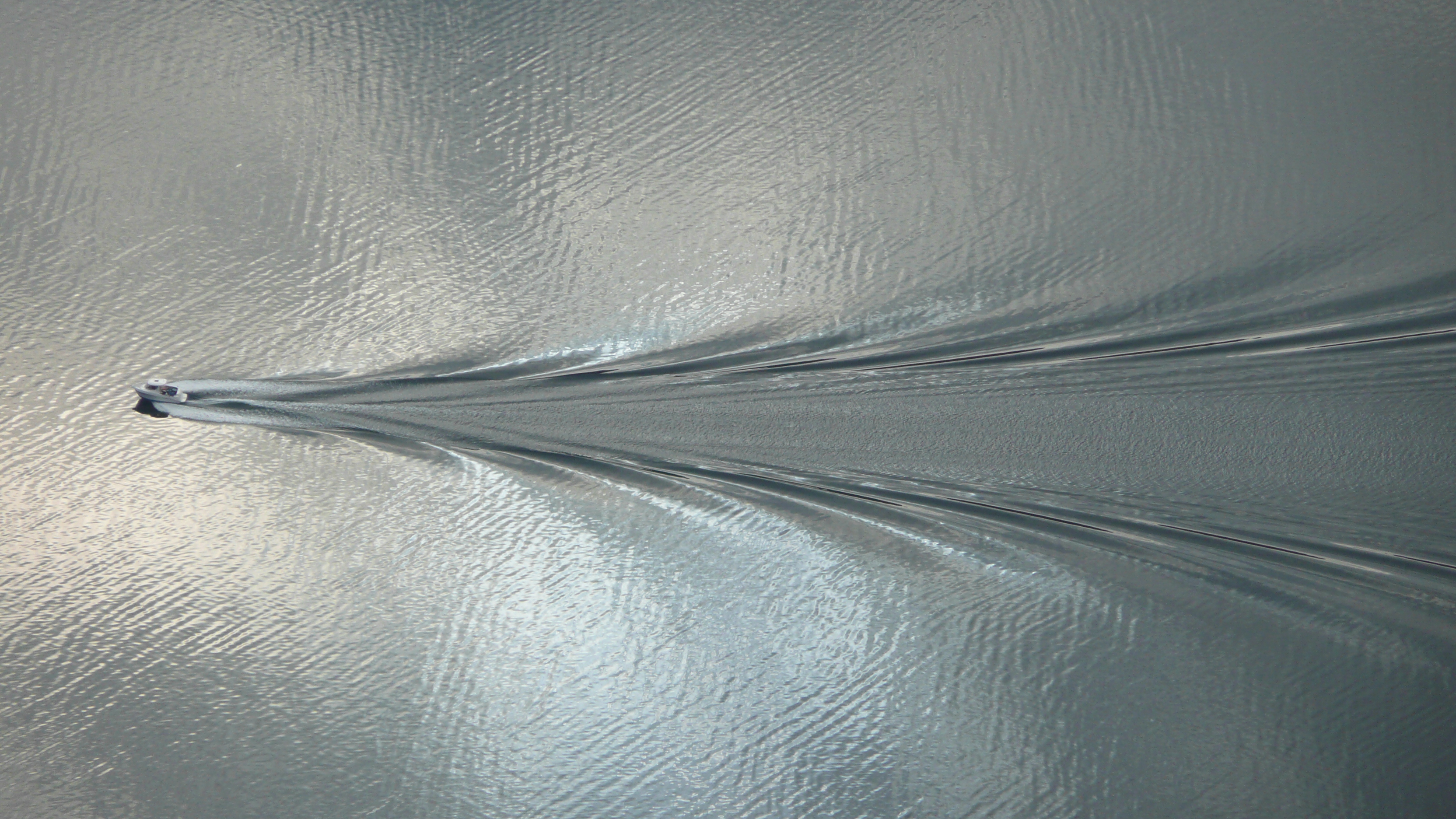
Siaj de tip Kelvin generat de o barcă mică

În dinamica fluidelor un siaj poate fi:
- regiunea de curgere cu recirculație imediat în spatele unui corp bont în mișcare sau staționar, cauzată de viscozitate, care poate fi însoțită de desprinderea stratului limită și turbulență,
- modelul de undă de la suprafața apei produs în aval de un obiect în mișcare (de exemplu, o navă), cauzat de diferențele de densitate ale fluidelor de o parte și cealaltă a suprafeței libere și gravitație (sau tensiunea superficială).

## Viscozitate

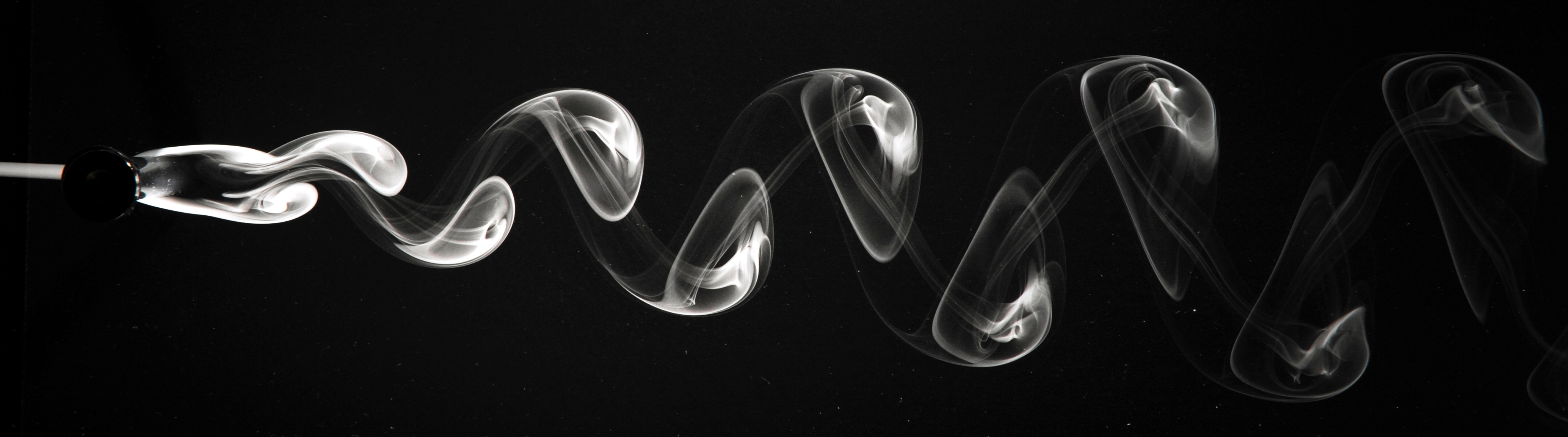
Vizualizare a vârtejurilor Kármán în urma unui cilindru rotund în aer; curgerea este făcută vizibilă prin injectarea de vapori de ulei în aerul din apropierea cilindrului

Siajul este zona de curgere perturbată (adesea turbulentă) în aval de un corp solid care se mișcă printr-un fluid, cauzată de curgerea fluidului în jurul corpului.
Pentru un corp bont aflat într-o curgere exterioară subsonică, de exemplu capsulele modulului de comandă Apollo sau a navei spațiale Orion în timpul coborârii și aterizării, siajul este masiv desprins, iar în spatele corpului se află o zonă de curgere inversă unde fluidul se deplasează spre corp. Acest fenomen este adesea observat în testarea aeronavelor într-un tunel aerodinamic și este deosebit de important atunci când sunt implicate sisteme de parașutare, deoarece, dacă suspantele parașutei nu deschid cupola dincolo de zona de curgere inversă, cupola nu se poate deschide, prin urmare nava se poate prăbuși. Parașutele deschise în siaj au deficite de presiune dinamică care reduc forțele de rezistență așteptate. Folosind mecanica fluidelor numerică se fac adesea simulări de înaltă fidelitate pentru a modela curgerile din siaje, deși o astfel de modelare are incertitudini asociate cu modelarea turbulențelor (de exemplu, implementările RANS versus LES), pe lângă efectele curgerii nestaționare. Exemple de aplicații sunt separarea treptelor de rachetă și catapultarea din aeronave.

## Diferențele de densitate
În fluidele incompresibile (lichide), cum ar fi apa, se creează o undă de șoc de bot curbă atunci când o ambarcațiune se mișcă prin mediu; deoarece mediul nu poate fi comprimat, trebuie deplasat, rezultând o undă. Ca în cazul tuturor formelor de undă, aceasta se propagă spre exterior de la sursă până când energia sa este disipată sau pierdută, de obicei prin frecare sau dispersie.
Parametrul adimensional de interes este numărul Froude.

### Modelul Kelvin de siaj
Păsările acvatice și bărcile care se mișcă pe suprafața apei produc un model de siaj explicat pentru prima dată matematic de William Thomson și cunoscut astăzi sub numele de modelul Kelvin de siaj.
Acest model este format din două valuri de siaj care formează brațele unui „V”, cu sursa în vârful V-ului. Pentru o mișcare suficient de lentă, fiecare val de siaj este decalat față de traiectoria sursei de urmare cu aproximativ arcsin(1/3) = 19,47° și este alcătuit din unde subțiri, înclinate la aproximativ 53° față de traiectorie.

## Alte efecte
Cele de mai sus descriu un siaj ideal, în care mijloacele de propulsie ale corpului nu au niciun alt efect asupra apei. În practică, modelul de undă dintre valurile de siaj în formă de V este de obicei amestecat cu efectele hidrodinamice ale elicei și ale vârtejului din urma pupei ambarcațiunii (de obicei cu pupa dreaptă).
Unghiul Kelvin se obține și în cazul apelor adânci în care apa nu curge cu viteze sau direcții diferite în funcție de adâncime (curenți de „forfecare”). În cazurile în care apa (sau fluidul) prezintă forfecare, rezultatele pot fi mai complicate. De asemenea, modelul pentru ape adânci neglijează tensiunea superficială, ceea ce implică faptul că sursa de unde este mare în comparație cu dimensiunile la care se manifestă efectele capilarității.